# Jindřich Láznička
Jindřich Láznička (4. července 1901 Praha – 24. května 1970 Bratislava), známý jako Jindra Láznička, byl český zpěvák a herec.

## Životopis
Vyučil se cukrářem a pekařem. Lákalo jej divadlo a opereta a začal hrát v kočovné Lachmanově divadelní společnosti. V letech 1921–1923 působil ve zpěvoherném souboru Jihočeského divadla v Českých Budějovicích, odkud odešel do divadla v Olomouci (1924–1925). V roce 1929 působil v Mertenově divadle, následně také v Malé operetě na Vinohradech (1931–1933), pražské Aréně a v Novém divadle Oldřicha Nového (1935–1945).
Krátce spolupracoval po válce s Vesnickým divadlem a později odešel na Slovensko, kde působil jako starokomik v operetního souboru Slovenského národního divadla (1947–1970).
Od roku 1928 nahrával gramofonové desky s orchestrem Františka Šmída v Berlíně pro společnost Kalliope (později vydáno i na deskách ESTA), kde zpíval pod různými pseudonymy. Další desky nahrál v Berlíně a v Praze např. pro Parlophon, Ultraphon a Odeon. Některé z písní i sám otextoval. Celkově mu vyšlo více než 300 desek, z toho jen u Parlophonu téměř 200.
Pro Český rozhlas natočil řadu operetních pořadů a pro Slovenský rozhlas připravil první slovenskou dramatizaci románu Jaroslava Haška Dobrý voják Švejk.
Od roku 1928 do roku 1968 se objevoval v českých filmech, převážně v epizodních rolích. Jeho poslední filmovou rolí byl zbrojnoš ve filmu Šíleně smutná princezna.
Během své kariéry používal také řadu pseudonymů, např. Jan Malík, Jan Lenský, Jaroslav Pražák, F. Jindra, L. Jindra, Symfonic Duo.

## Ocenění
- 1977 titul zasloužilý umělec[8]

## Filmografie, výběr
- 1928 Z lásky (ozvučeno 1933), zpívá, režie Vladimír Slavínský
- 1937 Falešná kočička, režie Vladimír Slavínský
- 1938 Milování zakázáno, role: Tůma, režie Miroslav Cikán
- 1938 Holka nebo kluk, zahradník, režie Vladimír Slavínský
- 1939 Kristián, režie Martin Frič
- 1939 Dívka v modrém, kancelista Houžvička, režie Otakar Vávra
- 1940 Přítelkyně pana ministra, režie Vladimír Slavínský
- 1940 Madla zpívá Evropě, inspicient v rozhlasu Domorázek, režie Václav Binovec
- 1942 Karel a já, režie Miroslav Cikán
- 1944 Paklíč, domovník u Andělů Václav Koníček, režie Miroslav Cikán
- 1945 Řeka čaruje, předseda Hnátek, režie Václav Krška
- 1946 Vzpoura hraček, řezbář Josef Hoblík, režie Hermína Týrlová a František Sádek
- 1948 Hostinec u Kamenného stolu, vrchní číšník Antonín, režie
- 1968 Dialóg 20-40-60, režie Peter Solan, Zbyněk Brynych, Jerzy Skolimowski
- 1968 Šíleně smutná princezna, zbrojnoš, režie Bořivoj Zeman